# الکساندرا بوکانچا
الکساندرا بوکانچا (انگلیسی: Alexandra Bocancea؛ زادهٔ ۲۲ اکتبر ۱۹۸۹) بازیکن فوتبال اهل مقدونیه شمالی است.
وی همچنین در تیم ملی فوتبال Moldova بازی کرده‌است.